# Insolvenzstraftaten
Unter Insolvenzstraftaten (§ 297 InsO), Insolvenzdelikten oder Bankrottstraftaten (§ 283 StGB) versteht man Straftaten, welche mit der Eröffnung oder der Durchführung eines Insolvenzverfahrens eines Unternehmens oder einer natürlichen Person in Verbindung stehen. Ist jemand nicht in der Lage, seine Verbindlichkeiten zu bezahlen, oder droht, in diese Lage zu geraten, dann liegt Zahlungsunfähigkeit vor und damit Insolvenz. Kapitalgesellschaften und juristische Personen können zusätzlich auch durch Überschuldung insolvent werden, also dadurch, dass das eingetragene Stammkapital nicht mehr vorhanden ist oder die Verbindlichkeiten das Vermögen übersteigen.

## Deutschland
Aufgrund der Anordnung über Mitteilungen in Zivilsachen (MiZi) wird die Staatsanwaltschaft über jedes Insolvenzverfahren in Deutschland unterrichtet (also auch über Verbraucherinsolvenzen). Jede Staatsanwaltschaft hat zu überprüfen, ob folgende Merkmale vorliegen:
- Betrug (§ 263 StGB),
- Vorenthaltung von Sozialversicherungsbeiträgen (§ 266a StGB),
- Urkundenfälschung (§ 267 StGB),
- Unterschlagung (§ 246 StGB),
- Untreue (§ 266 StGB),
  - Vorenthalten und Veruntreuen von Arbeitsentgelt (§ 266a StGB),
- Insolvenzverschleppung (§ 15a InsO[2], früher auch § 64, § 84 GmbHG),
- Steuerhinterziehung (§ 370 AO) und
- Bankrott (§ 283 StGB),[3]
  - Verletzung der Buchführungspflicht (§ 283b StGB),
  - Gläubigerbegünstigung (§ 283c StGB),
  - Schuldnerbegünstigung (§ 283d StGB).

Bei juristischen Personen kann der Tatbestand der Insolvenzverschleppung gemäß § 15a InsO zur Anwendung kommen. Voraussetzung ist das Vorliegen einer wirtschaftlichen Krise. Diese ist gegeben bei Überschuldung oder Zahlungsunfähigkeit. Bereits bei drohender Überschuldung haben die persönlich haftenden Gesellschafter, Geschäftsführer und Vorstände klare Pflichten. Sobald einer der Gründe zur Eröffnung eines Insolvenzverfahrens vorliegt, hat das betroffene Unternehmen ohne schuldhaftes Zögern (unverzüglich), maximal aber nach 21 Tagen (§ 64), beim zuständigen Insolvenzgericht Insolvenz anzumelden. Wird innerhalb von 21 Tagen keine Insolvenz angemeldet und auch der Insolvenzgrund nicht beseitigt (z. B. durch Kapitalzugabe), ist von einer Straftat der Insolvenzverschleppung (§ 15a, früher § 84 in Verbindung mit § 64 GmbHG) auszugehen.
Wird der Firma in dieser Situation (innerhalb eines Insolvenzverfahrens) unter Umständen sogar Vermögen entnommen, werden riskante Spekulationsgeschäfte durchgeführt oder noch vorhandenes Vermögen verbraucht oder etwa verschleudert, entstehen daraus ebenfalls strafrechtliche Insolvenzdelikte.

## Andere Länder
- In Österreich und Liechtenstein spricht man in diesem Zusammenhang vom Straftatbestand Krida[4][5] oder Bankrott.

- In der Schweiz sind die Konkurs- und Betreibungsdelikte in Art. 163–171 StGB geregelt.[6] Als Besonderheit ist in der Schweiz die Insolvenzverschleppung per se nicht strafbar.